# 오환민
오환민은 대한민국 JTBC 프로듀서이다.

## 학력
- 추계예술대학교 문화예술경영대학원

## 경력
- 제이에스픽쳐스 프로듀서
- 팬엔터테인먼트 프로듀서
- 에프엔씨엔터테인먼트 프로듀서
- 더그레이트쇼 대표이사

## 주요작품
2019년  JTBC " 나의 나라 " 책임프로듀서
2019년 JTBC " 열여덟의 순간" 책임프로듀서
2018년 JTBC " 라이프 " 책임프로듀서
2018년 JTBC " 미스티 " 책임프로듀서
2017년 JTBC " 한여름의 추억 " 책임프로듀서
2017년 JTBC " 마술학교 " 책임프로듀서
2017년 JTBC " 어쩌다 18 " 책임프로듀서
2017년 JTBC " 힙한 선생 " 책임프로듀서
2017년 JTBC " 알수도 있는 사람 " 책임프로듀서
2017년 Netflix " 마이온리 러브송 " 기획 및 제작
2016년 KBS " 백희가 돌아왔다 " 제작
2016년 MBC EVERY 1 "클릭유어하트" 기획 및 제작
2015년 KBS " 학교2015 - 후아유" 제작 총괄
2015년 KBS " 고맙다 아들아" 제작 이사
2013년 MBC " 백년의 유산" 프로듀서
2013년 KBS " 칼과 꽃" 제작 총괄
2012년 KBS " 각시탈" 제작 총괄